# North Dayi (distrito)
North Dayi es un distrito de la región Volta de Ghana. En septiembre de 2018 tenía una población estimada de 48 382 habitantes.
Se encuentra ubicado al sureste del país, entre el lago Volta y la frontera con Togo.